# ВЕС Самсо
ВЕС Самсо (дан. Samsø, також відома як Paludans Flak) — данська офшорна вітрова електростанція, споруджена у 2003 році біля острова Самсо в протоці Каттегат, яка з'єднує Балтійське і Північне моря.
Будівництво станції стало одним із кроків, спрямованих на переведення цього невеликого острова на живлення з відновлюваних джерел енергії. Учасниками спілки, яка встановила 10 вітряних турбін, стали місцевий муніципалітет (п'ять одиниць), фермери (3 одиниці) та інвестиційна компанія, що об'єднала дрібних акціонерів.
На станції працюють вітряні турбіни компанії Bonus (невдовзі стала підрозділом концерну Siemens) типу B82/2300 з одиничною потужністю 2,3 МВт та діаметром ротора 82 метри. Вони розміщені за 4 км від узбережжя на баштах висотою 61 метр у районі з глибинами моря до 12 метрів. Перед монтажем агрегатів самопідіймальне судно Vagant спорудило монопальні фундаменти, палі яких мали діаметр 4,5 метра й вагу до 300 тон.
У листопаді 2015 року на ВЕС стався інцидент з руйнацією однієї турбіни. Призупинене для проведення інспекції інших агрегатів виробництво відновили менше ніж за тиждень, а от відновлення вибулого станом на середину 2017-го ще не відбулось (хоча й були оформлені відповідні дозволи).